# Goudots kolibrie
De Goudots kolibrie (Chrysuronia goudoti synoniem: Lepidopyga goudoti) is een vogel uit de familie Trochilidae (kolibries). De vogel is genoemd naar de Franse natuuronderzoeker Justin Goudot.

## Verspreiding en leefgebied
Deze soort komt voor in Colombia en noordwestelijk Venezuela en telt vier ondersoorten:
- C. g. luminosa: noordelijk Colombia.
- C. g. goudoti: Magdalena (het noordelijke deel van Centraal-Colombia).
- C. g. zuliae: noordelijk en westelijk van het Meer van Maracaibo (noordoostelijk Colombia en noordwestelijk Venezuela).
- C. g. phaeochroa: zuidelijk en oostelijk van het Meer van Maracaibo (noordwestelijk Venezuela).